# Анадолија
Анадолија или Анатолија (тур. Anadolu, на модерном грчком: , од , модерно  – „исток” или „излазак Сунца”) је регија у западној Азији, односно на источном Средоземљу. Ову покрајину често поистовећују са Малом Азијом, иако је Анадолија унутрашњост полуострва Мале Азије.
Због свог стратешког положаја на споју Азије и Европе, Анадолија је била колевка неколико раних цивилизација још из праисторијског доба. Примери истих су насеобине из млађег каменог доба као што су Катал Хојук, Кајону, Невали Кори, Хакилар, Гебекли Тепе и Мерсин. Град Троја је настао у млађем каменом добу и постојао до гвозденог доба.

## Географија
Традиционално, сматра се да се Анадолија простире на истоку до неодређене линије која се протеже од Искендерунског залива до Црног мора, упоредо са Анадолијском висоравни. Ова традиционална географска дефиниција се користи, на пример, у најновијем издању Мерјам-вебстеровом географском речнику. Према овој дефиницији, Анадолија је на истоку ограничена Јерменском висоравни, и реком Еуфрат пре њеног скретања на југоисток ка Месопотамији. На југоистоку је омеђен венцима који га одвајају од долине реке Оронт у Сирији и Месопотамијске низије.
Након геноцида над Јерменима, Западна Јерменија је преименована у регион Источна Анадолија од стране новоосноване турске владе. Године 1941, са Првим географским конгресом који је Турску поделио на седам географских региона на основу разлика у клими и пејзажу, источне покрајине Турске су стављене у регион Источне Анадолије, који у великој мери одговара историјском региону Западне Јерменије (назван тако по подели Велике Јерменије између Рима/Византије (Западна Јерменија) и Сасанидске Персије (Источна Јерменија) 387. године нове ере). Вазкен Давидијан назива проширену употребу термина Анадолије за територију у источној Турској која се раније звала Јерменија (која је имала значајну јерменску популацију пре геноцида над Јерменима) "неисторијским наметањем" и напомиње да се у великом броју литературе избегава да се османски исток помиње као "Источна Анадолија."
Највиша планина у региону Источне Анадолије (уједно и највиши врх Јерменске висоравни) је Арарат (5123 метара). Реке Еуфрат, Аракс, Карасу и Мурат повезују Јерменску висораван са Закавказјем и долином Горњег Еуфрата. Уз Џорух, ове реке су најдуже у региону Источне Анадолије.

## Етимологија
Име Анадолија на енглеском језику потиче од старогрчке речи "Ἀνατολή" ("Anatolḗ) што значи "исток" и означава (са грчке тачке гледишта) источне регионе уопште. Грчка реч се односи на правац у коме сунце излази, долази од "ἀνατέλλω" ("anatello") "устати", што се може упоредити са терминима у другим језицима као што су "левант" од латинске речи "levo" што значи 'изаћи,' "оријент" од латинске речи "orior" што значи 'устати, настати,' хебрејских речи "מִזְרָח" ("mizraḥ") 'исток' и "זָרַח" ("zaraḥ") 'уздићи се, засијати,' арамејских речи "מִדְנָח" ("midnaḥ") и "דְּנַח" ("denaḥ").
Употреба анадолских термина варирала је током времена, можда се првобитно односила на еолске, јонске и дорске cколоније које су се налазиле дуж источних обала Егејског мора, али такође обухватају и источне регионе уопште. Оваква употреба анадолских термина коришћена је за време владавине римског цара Диоклецијана (284–305), који је створио дијацезу Исток, познату на грчком као Источна (Ανατολής) дијацеза, али потпуно неповезана са регионима Мале Азије. У свом најширем територијалном опсегу, анадолске ознаке су коришћене за време владавине римског цара Константина Великог (306–337), који је створио преторијанску префектуру Истока, познату на грчком као Источна (Ανατολής) префектура, која је обухватала све источне регионе касног римског царства и простирала се од Тракије до Египта.
Тек након губитка других источних региона током 7. века и свођења византијских источних територија на Малу Азију, та област је постала једини преостали део византијског истока, и стога се обично (на грчком) назива источним (Ανατολής) делом царства. У исто време, створена је Анатолика (Ἀνατολικὸν θέμα / "Источна тема") као провинција (тема), која покрива западне и централне делове данашње турске Централне Анадолије са средиштем око Коније, са центром у граду Амориуму.
Латинизовани облик "Анадолија", са завршетком -ија, вероватно је средњовековна латинска иновација. Савремени турски облик "Анадолу" потиче директно од грчке речи "Aνατολή" (Anatolḗ). Руско мушко име "Анатолиј" и француско "Анатол" потичу од имена светаца Анатолија Лаодикијског (ум. 283) и Анатолија Цариградског (ум. 458., први Васељенски патријарх), и имају исто језичко порекло.

## Називи
Најстарији познати назив за било коју регију унутар Анадолије је повезан са њеним централним подручјем, познатим као "Земља Хатија" – ознака која се у почетку користила за земљу древних Хатија, али је касније постала најчешћи назив за целу територију под владавина старих Хетита.
Прво забележено име које су Грци користили за Анадолско полуострво, иако није било нарочито популарно у то време, било је "Ἀσία" (Asía), можда од акадског израза за „излазак сунца“ или можда од одјека имена Асува лиге у западној Анадолија. Римљани су га користили као име своје провинције, која се састојала од западног дела полуострва и оближњих егејских острва. Како је назив „Азија” почео да се примењује на шири регион источно од Медитерана, неки Грци у касној антици почели су да користе назив Мала Азија (Μικρὰ Ἀσία, Mikrà Asía), који се односи на садашњу Анадолију, док је администрација Царства преферирала  "Ἀνατολή" (Anatolḗ "Исток").
Ендоним "Ῥωμανία" (Rōmanía "Земља Римљана") је прихваћено као друго име за провинцију од стране инвазијских Турака Селџука, који су основали Румски султанат 1077. године. Тако је (земља) Рум постао друго име за Анадолију. До 12. века Европљани су почели да називају Анадолију Турчија.
Током ере Османског царства, творци мапа изван царства називали су планинску висораван у источној Анадолији Јерменијом. Други савремени извори исти простор називају Курдистан. Географи су на различите начине користили термине Источна Анадолска висораван и Јерменска висораван за означавање региона, иако се територија обухваћена сваким термином у великој мери преклапа са другом. Према археологу Лорију Качадуријану, ова разлика у терминологији "примарно је резултат променљивих политичких богатстава и културних путања региона од деветнаестог века."
Први турски географски конгрес 1941. године створио је два географска региона Турске источно од линије Искендерунски залив-Црно море, регион Источне Анадолије и регион Југоисточне Анадолије, при чему први углавном обухвата западни део Јерменске висоравни, а други северни део Месопотамијске низије. Према Ричарду Г. Хованисијану, ова промена топонима је била "неопходна да би се прикрили сви докази" о јерменском присуству као део политике порицања геноцида над Јерменима коју је спровела новооснована турска влада и њени "страни сарадници."

## Историја

### Праисторија Анадолије
Људско присуство у Анадолији датира још од палеолита. Неолитска насеља укључују Чатал Хојук, Чајону, Невали Кори, Ашикли Хојук, Бонцуклу Хојук Хацилар, Гобекли Тепе, Норсунтепе, Коск и Мерсин. Чатал Хојук (централна Турска) сматра се најнапреднијим од њих, а Чајону на истоку најстаријим (око 7250–6750. п. н. е.).
Неолитска Анадолија је предложена као домовина индоевропске породице језика, иако лингвисти имају тенденцију да фаворизују касније порекло у степама северно од Црног мора. Међутим, јасно је да се анатолски језици, најранији потврђени огранак индоевропског, говоре у Анадолији од 19. века п. н. е.

### Древна Анадолија
Најранији историјски подаци везани за Анадолију јављају се током бронзаног доба и настављају се током гвозденог доба. Најстарији период у историји Анадолије се протеже од појаве старих Хатија, до освајања Анадолије од стране Ахеменидског царства у 6. веку пре нове ере.

#### Хати и Хурити
Најраније историјски потврђене популације Анадолије биле су Хати у централној Анадолији и Хурити даље на истоку. Хати су били аутохтони народ, чији је главни центар био град Хатуша. Припадност хатитског језика остаје нејасна, док хуритски језик припада посебној породици хуритско-урартских језика. Сви ти језици су изумрли; односи са аутохтоним језицима Кавказа су предложени, али нису опште прихваћени. Регион је постао познат по извозу сировина. Организована трговина између Анадолије и Месопотамије почела је да се јавља током периода Акадског царства, а настављена је и интензивирана током периода Старог Асирског царства, између 21. и 18. века пре нове ере. Асирски трговци су доносили лим и текстил у замену за бакар, сребро или злато. Клинасти записи, који датирају из периода око 20. века пре нове ере, пронађени у Анадолији у асирској колонији Канеш, користе напредни систем трговачких рачунања и кредитних линија.

#### Хетитска Анадолија (18–12 век п. н. е)
За разлику од Акађана и Асираца, чије су анатолске трговачке станице биле периферне у односу на њихове централне земље у Месопотамији, Хетити су до 17. века пре нове ере били концентрисани у Хатуши (данашње Богазкале) у северно-централној Анадолији. Говорили су индоевропским хетитским језиком, или несили језиком на хетитском. Хетити су настали из локалних древних култура које су се развијале у Анадолији, поред доласка индоевропских језика. Први пут су потврђени на асирским плочама из Несе око 2000. п. н. е. Освојили су Хатушу у 18. веку пре нове ере, наметнувши се популацији која је говорила хатски и хуритски. Међутим, према широко прихваћеној Курганској хипотези о протоиндоевропској домовини, Хетити (заједно са осталим индоевропским древним Анатолцима) су и сами били релативно скорашњи имигранти у Анадолију са севера. Међутим, они нису нужно генетски раселили популацију; асимилирали су се у културу некадашњих народа, чувајући хетитски језик.
Хетити су усвојили месопотамијско клинасто писмо. У касном бронзаном добу, основано је Новохетитско царство (око 1650. п. н. е) које је постало царство у 14. веку пре нове ере након освајања Кисвадне на југоистоку и пораза Асува лиге у западној Анадолији. Царство је достигло свој врхунац у 13. веку пре нове ере, контролишући већи део Мале Азије, северозападну Сирије, и северозападну Горњу Месопотамију. Међутим, напредовање Хетита ка обали Црног мора зауставили су полуномадски сточари и племенски Каскијани, неиндоевропски народ који је раније раселио Индоевропљане који су говорили Палајски. Већи део историје Хетитског царства односио се на рат са ривалским царствима Египта, Асирије и Митанијског.
Египћани су се на крају повукли из региона пошто нису успели да преузму предност над Хетитима и постали су опрезни према моћи Асирије, која је уништила Митанијско царство. Асирци и Хетити су тада остављени да се боре око контроле над источном и јужном Анадолијом и колонијалним територијама у Сирији. Асирци су имали бољи успех од Египћана, анектирајући великог дела хетитске (и хуритске) територије у овим регионима.

#### Постхетитска Анадолија (12.–6. век п. н. е)
После 1180. п. н. е., током колапса бронзаног доба, Хетитско царство се распало на неколико независних новохетитских држава, након што је изгубило велики део територије од Средњоасирског царства и коначно су га преплавили Фригијци, још један индоевропски народ за који се верује да је су мигрирали са Балкана. Фригијску експанзију на југоисточну Анадолију на крају су зауставили Асирци, који су контролисали тај регион.
Лувијци
Други индоевропски народ, Лувијци, постао је истакнут у централној и западној Анадолији око 2000. године пре нове ере. Њихов језик је припадао истој лингвистичкој грани као и хетитски. Општи консензус међу научницима је да се лувијским говорило на великом подручју западне Анадолије, укључујући (вероватно) Вилузу (Троју), земљу реке Сеха (која се поистовећује са долином Хермос и/или Каикос) и краљевство Мира -Кувалија са својом основном територијом Мајендерске долине. Од 9. века пре нове ере, лувијски региони су се удружили у бројне државе као што су Лидија, Карија, и Ликија, од којих су све имале хеленски утицај.
Арамејци
Арамејци су ушли у границе јужне централне Анадолије отприлике око једног века након пада Хетитског царства, а неке од сирохетитских држава у овом региону постале су амалгам Хетита и Арамејаца. Ове су постале познате као Новохетитске државе.
Новоасирско царство
Од 10. до касног 7. века пре нове ере, већи део Анадолије (посебно југоисточни региони) припао је Новоасирском царству, укључујући све Новохетитске државе, Табал, Комагена, Кимеријце и Ските и делове Кападокије.
Новоасирско царство је пропало услед горког низа грађанских ратова праћених комбинованим нападом Медијаца, Персијанаца, Скита и Вавилоније. Последњи асирски град који је пао био је Харан у југоисточној Анадолији. Овај град је био родно место последњег вавилонског краља, Набонида и његовог сина и регента Белшазара. Већи део региона је тада припао краткотрајном Медијанском царству, са седиштем у Ирану, а Вавилонци и Скити су накратко присвојили неке делове територије.
Инвазије Кимеријаца и Скита
Од касног 8. века пре нове ере, нови талас нападача који су говорили индоевропски ушао је у северну и североисточну Анадолију: Кимеријци и Скити. Кимеријци су прегазили Фригију а Скити су претили да ће исто учинити Урартуу и Лидију, пре него што су их Асирци коначно зауставили.
Рано грчко присуство
Северозападну обалу Анадолије су насељавали Грци ахајске/микенске културе из 20. века пре нове ере, сродни Грцима југоисточне Европе и Егеја. Почевши од колапса бронзаног доба крајем 2. миленијума пре нове ере, западну обалу Анадолије су населили Јонци, узурпирајући подручје сродне, али раније Микенске цивилизације. Током неколико векова, на обалама Анадолије основани су бројни древни грчки полиси. Грци су започели западну филозофију на западној обали Анадолије (Пресократовци).

### Класична Анадолија
У класичној антици, Херодот и каснији историчари су Анадолију описали као подељену на регионе који су били разнолики у култури, језику и верским обичајима. Северни региони су укључивали Битинију, Пафлагонију и Понт; на западу су биле Мизија, Лидија и Карија; а Ликија, Памфилија и Киликија припадале су јужној обали. Постојало је и неколико унутрашњих области: Фригија, Кападокија, Писидија и Галатија. Језици који су се говорили укључивали су анатолске језике: исавријски и писидијски, грчки у западним и приморским регионима, фригијски који се говорио до 7. века н.е., кападокијски и јерменски на истоку, и картвелски на североистоку.
Анадолија је позната као родно место кованог новца (за разлику од некованог новца, који се први пут појављује у Месопотамији много раније) као средство размене, негде у 7. веку пре нове ере у Лидији. Употреба кованог новца наставила је да цвета током хеленистичког и римског периода.
Током 6. века пре нове ере, целу Анадолију је покорило персијско Ахеменидско царство, а Персијанци су узурпирали Медијце као доминантну династију у Ирану. Године 499. п. н. е. јонски градови-државе на западној обали Анадолије побунили су се против персијске власти. Јонски устанак, иако угушен, покренуо је грчко-персијске ратове, који су се завршили победом Грка 449. п. н. е., а јонски градови су поново стекли независност. Анталкидовим миром (387. п. н. е), којим је окончан Коринтски рат, Персија је повратила контролу над Јонијом.
Године 334. п. н. е. македонски краљ Александар Велики освојио је полуострво од Ахеменидског Персијског царства. Александрово освајање отворило је унутрашњост Мале Азије за насељавање и утицај Грка.
Након Александрове смрти и распада његовог царства, Анадолијом је владало низ хеленистичких краљевстава, као што су Пергамска краљевина и Селеукидско царство које је држало већи део Анадолије. Уследио је период мирне хеленизације, тако да су локални анатолски језици замењени грчким до 1. века пре нове ере. Године 133. п. н. е. последњи пергамски краљ завештао је своје краљевство Римској републици, и западна и централна Анадолија доспеле су под римску контролу, али је хеленистичка култура остала доминантна. Даље анексије Рима, посебно Понтске краљевине од стране Помпеја, довеле су целу Анадолију под римску контролу, осим источне границе са Партским царством, која је вековима остала нестабилна, што је изазвало низ ратова, који су кулминирали у римско-партски рат.

### Рани хришћански период
Након поделе Римског царства, Анадолија је постала део Источног римског, односно Византије. Анадолија је била једно од првих места где се хришћанство проширило, тако да су до 4. века нове ере западна и централна Анадолија биле претежно хришћанске и грчке. У наредних 600 година, док су царски поседи у Европи били подвргнути варварским инвазијама, Анадолија је била центар хеленског света.
Било је то једно од најбогатијих и најгушће насељених места у касном Римском царству. Богатство Анадолије је расло током 4. и 5. века захваљујући, делом, Ходочасничком путу који је пролазио кроз полуострво. Књижевни докази о руралном пејзажу потичу из хагиографија Николаја Сијонског из 6. века и Теодора Сикеотског из 7. века. Велики урбани центри укључивали су: Ефес, Пергам, Сард и Афродизију. Историчари настављају да расправљају о узроку пропадања градова у 6. и 7. веку на различите начине, наводећи као разлоге Јустинијанову кугу (541), персијски упад у 7. веку и муслиманско освајање Сирије и Египта.
У деветом и десетом веку обновљено Византијско царство је повратило своје изгубљене територије, укључујући чак и давно изгубљене територије као што су Јерменија и Сирија (древни Арам).

### Средњевековни период
У 10 година након битке код Манцикерта 1071. године, Турци Селџуци из централне Азије мигрирали су преко великих подручја Анадолије, са посебним концентрацијама око северозападног обода. Турски језик и исламска религија постепено су уведени као резултат освајања Селџука, и овај период означава почетак спорог преласка Анадолије са претежно хришћанског и грчког говорног подручја на претежно муслимански и турски језик (иако етничке групе као што су Јермени, Грци и Асирци су остали бројни и задржали хришћанство и своје матерње језике). У следећем веку, Византинци су успели да поново успоставе своју контролу у западној и северној Анадолији. Контрола над Анадолијом је тада подељена између Византијског царства и селџучког Румског султаната, са постепеном смањивањем византијских поседа.
Године 1255. Монголи су продрли кроз источну и централну Анадолију и остали су до 1335. Гарнизон Илканата био је стациониран у близини Анкаре. Након опадања Илканата од 1335. до 1353. године, наслеђе Монголског царства била је ујгурска династија Еретна коју је збацио Кади Бурхан ал-Дин 1381. године.
До краја 14. века, већи део Анадолије је био под контролом разних анадолских бејлика. Смирна је пала 1330, а последње византијско упориште у Анадолији, Филаделфија, пало је 1390. Туркменски бејлици су били под контролом Монгола, барем номинално, услед опадања моћи селџучких султана. Бејлици нису ковали новчиће у име својих вођа док су били под влашћу монголског Илканата. Османски владар Осман I био је први турски владар који је ковао новчић у своје име 1320-их; носили су натпис "Ковао Осман син Ертугрулов". Пошто је ковање новца било повластица у исламској пракси само суверену, може се сматрати да су Османлије, односно Турци Османлије, постали формално независни од монголских канова.

### Османско царство
Међу турским вођама, Османлије су се појавиле као велика сила под Османом I и његовим сином Орханом I. Анадолски бејлици су сукцесивно апсорбовани у растуће Османско царство током 15. века. Није добро схваћено како су Османлије, или Османски Турци, успели да доминирају над својим суседима, пошто је историја средњовековне Анадолије још увек мало позната. Османлије су завршиле освајање полуострва 1517. преузимањем Халикарнаса (данашњи Бодрум) од Хоспиталаца.

### Модерна времена
Убрзавањем пропадања Османског царства почетком 19. века, и као резултат експанзионистичке политике Руске Империје на Кавказу, многи муслимански народи и групе у том региону, углавном Черкези, Татари, Азери, Лезгини, Чечени и неколико туркијских народа напустили су своје домовине и населили се у Анадолији. Како се Османско царство даље смањивало у регионима Балкана а затим фрагментирало током Балканских ратова, велики део нехришћанског становништва његових бивших поседа, углавном балканских муслимана (босански муслимани, Албанци, Турци, Помаци и грчки муслимани попут Валахада из Македонији), пресељени су у разне делове Анадолије, углавном у некадашња хришћанска села широм Анадолије.
Континуирана обрнута миграција почела је од раног 19. века, када су Грци из Анадолије Константинопоља и области Понта мигрирали према новој независној Краљевини Грчкој, а такође и према САД, јужном делу Руске Империје, Латинској Америци и осталим деловима Европе.
Након руско-персијског споразума из Туркменчаја (1828) и укључивања Источне Јерменије у састав Руске Империје, још једна миграција укључивала је велико јерменско становништво Анадолије, које је забележило значајне стопе миграције из Западне Јерменије (Источна Анадолија) ка Руској Империји, посебно према својим новооснованим јерменским провинцијама.
Анадолија је остала мултиетничка до почетка 20. века. Током Првог светског рата геноцид над Јерменима, геноцид над Грцима (посебно у Понту), и геноцид над Асирцима су скоро у потпуности уклонили древне аутохтоне заједнице јерменског, грчког и асирског становништва у Анадолији и околним регионима. Након грчко-турског рата 1919-1922, већина преосталих етничких анадолских Грка је протерана током размене становништва 1923. између Грчке и Турске. Од остатка, већина је напустила Турску од тада, остављајући мање од 5.000 Грка данас у Анадолији.

## Геологија
Терен Анадолије је структурно сложен. Централни масив састављен од уздигнутих блокова и спуштених корита, прекривен недавним наслагама и даје изглед висоравни са неравним тереном, уклесан је између два наборана планинска венца која се спајају на истоку. Права низија је ограничена на неколико уских обалних трака дуж обала Егеја, Средоземног мора и Црног мора. Равно или благо нагнуто земљиште је ретко и углавном је ограничено на делте реке Кизил, обалним равницама Чукуровеи дна долина река Гедиз и реке Бељшои као и на неке унутрашње високе равнице у Анадолији, углавном око језера Туз (Слано језеро) и Конијског басена (Konya Ovasi).
У јужној Анадолији постоје два планинска ланца: планине Таурус и Загрос.

### Клима
- Температуре у Анадолији
- Анкара (централна Анадолија)
- Анталија (јужна Анадолија)
- Ван (источна Анадолија)

Анадолија има разнолику климу. Централну висораван карактерише континентална клима, са топлим летима и хладним снежним зимама. Јужна и западна обала уживају у типичној медитеранској клими, са благим кишним зимама и топлим сувим летима. Обале Црног мора и Мраморне обале имају умерену океанску климу, са хладним магловитим летима и много падавина током целе године.

### Екорегиони
Постоји разноврстан број биљних и животињских заједница.
Планине и обална равница северне Анадолије имају влажну и благу климу. Постоје умерене широколисне, мешовите и четинарске шуме. Централна и источна висораван, са сувом континенталном климом, има листопадне шуме и шумске степе. Западна и јужна Анадолија, које имају средоземну климу, садрже екорегионе средоземне вегетације.
- Еуксинско-колхијске широколисне шуме: Ове умерене широколисне и мешовите шуме простиру се широм северне Анадолије, лежећи између планина северне Анадолије и Црног мора. Они укључују енклаве умерених прашума које леже дуж југоисточне обале Црног мора у источној Турској и Грузији.[67]
- Четинарске и листопадне шуме северне Анадолије: Ове шуме заузимају планине северне Анадолије, протежући се на исток и запад између приобалних евксинско-колхичких шума и суших, континенталних климатских шума централне и источне Анадолије.[68]
- Листопадне шуме централне Анадолије: Ове шуме листопадних храстова и зимзелених борова покривају плато централне Анадолије.[69]
- Степе Централна Анадолије: Ови суви травњаци покривају суше долине и окружују слана језера централне Анадолије, и укључују халофитне (толерантне на со) биљне заједнице.[70]
- Листопадне шуме источне Анатолије: Ова екорегија заузима висораван источне Анадолије. Сушнија и континенталнија клима погодује степским шумама у којима доминирају листопадни храстови, са областима шибља, планинских шума и долинских шума.[71]
- Анадолијске четинарске и листопадне мешовите шуме: Ове шуме заузимају западни део анадолске висоравни са медитеранском климом. Преовлађују борове шуме и мешовите борове и храстове шуме и шибље.[72]
- Склерофилне и мешовите шуме Егеја и Западне Турске: Ове шуме са медитеранском климом заузимају приобалне низије и долине западне Анадолије које се граниче са Егејским морем. Екорегион има шуме турског бора (Pinus brutia), храстове шуме и шуме и грмове макије од турског бора и зимзеленог склерофилног дрвећа и жбуња, укључујући маслине (Olea europaea), планике (Arbutus unedo), Arbutus andrachne, прнара (Quercus coccifera) и ловора (Laurus nobilis).[73]
- Јужноанадолске планинске четинарске и листопадне шуме: Ове планинске шуме покривају планину Таурус са медитеранском климом у јужној Анадолији. Преовлађују шуме четинара, углавном анадолски Црни бор (Pinus nigra), либански кедар (Cedrus libani), јела (Abies cilicica) и клека (Juniperus foetidissima и Juniperus excelsa). Широколиснате шуме укључују храстове, граб и јавор.[74]
- Источномедитеранске четинарско-склерофилне-широколисне шуме: Ова екорегија заузима обални појас јужне Анадолије између планина Таурус и Средоземног мора. Биљне заједнице обухватају грмље широколисне склерофилне макије, шуме алепског бора (Pinus halepensis) и турског бора (Pinus brutia), и шуме сувог храста (Quercus) и степе.[75]